# Szent István-zarándoklat
A Szent István-zarándoklat egy Szent István királyhoz kapcsolódó ereklyének a Kárpát-medence magyarlakta területein való körbehordozása.
A zarándoklat létrehozója, Hodruszky Róbert a 2004. december 5-i népszavazás után kezdte el a szervezést. Szent István kardjának másolatát 2005-ben készíttette el, és első útjukon, felvidéki települések érintésével a prágai Szent Vitus-székesegyházba vitték. A kard a zarándoklatok után a budapesti Szent István-bazilika kincstárában, a Szent István Lovagrend őrzésében látható.